# Estats de l'Àfrica, del Carib i del Pacífic
Els Estats de l'Àfrica, Carib i Pacífic, ACP, és una organització internacional formada pels països signataris de la Convenció de Lomé i del Tractat de Cotonou. Els objectius de l'ACP són assegurar la realització dels objectius del Tractat de Cotonou signat el 2000, en substitució de la Convenció de Lomé; coordinar les activitats dels Estats membres de l'ACP en el marc de l'aplicació de dit conveni; i definir les posicions comunes dels Estats membres de l'ACP amb relació a la Unió Europea, més especialment al Fons Europeu de Desenvolupament.
Segons els Acords de Georgetown de 2003, els organismes de l'ACP són la cimera dels Caps d'Estat i Govern, el consell de Ministres, el comitè d'Ambaixadors, el comitè Parlamentari de l'ACP i el secretariat de l'ACP.

## Membres
Àfrica
- Sud-àfrica
- Angola
- Benín
- Botswana
- Burkina Faso
- Burundi
- Cap Verd
- Camerun
- Txad
- Comores
- Rep. del Congo
- Costa d'Ivori
- Djibouti
- Guinea Equatorial
- Eritrea
- Etiòpia
- Gabon
- Gàmbia
- Ghana
- Guinea
- Guinea Bissau
- Lesotho
- Libèria
- Madagascar
- Malawi
- Mali
- Maurici
- Mauritània
- Moçambic
- Namíbia
- Níger
- Nigèria
- Kenya
- República Centreafricana
- R.D. del Congo
- Ruanda
- São Tomé i Príncipe
- Senegal
- Sierra Leone
- Seychelles
- Somàlia
- Eswatini
- Sudan
- Tanzània
- Togo
- Uganda
- Zàmbia
- Zimbàbue

Carib
- Antigua i Barbuda
- Bahames
- Barbados
- Belize
- Cuba
- Dominica
- Grenada
- Guyana
- Haití
- Jamaica
- República Dominicana
- Saint Lucia
- Saint Kitts i Nevis
- Saint Vincent i les Grenadines
- Surinam
- Trinitat i Tobago

Pacífic
- Micronèsia
- Fiji
- Illes Cook
- Illes Marshall
- Illes Salomó
- Kiribati
- Nauru
- Niue
- República de Palau
- Papua Nova Guinea
- Samoa
- Timor Oriental
- Tonga
- Tuvalu
- Vanuatu